# Alexandra Garmažapovová
Alexandra Cyrenovna Garmažapovová (rusky Алекса́ндра Цыре́новна Гармажа́пова, * 7. dubna 1989 Chojtobeje, Burjatská autonomní sovětská socialistická republika) je ruská novinářka a lidskoprávní aktivistka burjatského původu. 
Vyrůstala v Petrohradě, kde vystudovala žurnalistiku na Petrohradské státní univerzitě. Pracovala pro média jako Fontanka.ru, Novaja gazeta a Echo Moskvy. V roce 2011 získala cenu Zlaté pero, udělovanou Svazem ruských novinářů. Publikovala investigativní články o fungování ruských trollích farem a o nasazení burjatských vojáků ve válce na Ukrajině.  
Působila ve straně Jabloko. V březnu 2022 založila Nadaci Svobodné Burjatsko. V listopadu téhož roku byla zařazena na seznam zahraničních agentů. V únoru 2023 po ní ruské úřady vyhlásily pátrání. Na svém facebookovém účtu Garmažapovová uvádí, že žije v Praze.